# Królik doświadczalny 4: Syrena w kanale
Królik doświadczalny 4: Syrena w kanale (ang. Guinea Pig: Mermaid in a Manhole, jap. ギニーピッグ マンホールの中の人魚, Ginī Piggu: Manhōru no Naka no Ningyo) – czwarta część serii Królik doświadczalny w reżyserii Hideshi Hino z 1988 roku.

## Obsada
- Artysta: Shigeru Saiki
- Syrena: Mari Somei
- Tsuyoshi Toshishige, Masami Hisamoto, Gô Rijû

## Opis fabuły
Artysta odnajduje syrenę w kanale ściekowym. Zabiera ją ze sobą do domu, ale wkrótce u syreny rozwija się choroba, która powoduje, że całe jej ciało pokrywa się krostami i krwawi. Mężczyzna wykorzystuje wydzielinę wydobywającą się z jej owrzodzenia do malowania portretu. Wkrótce nie może już się dłużej kontrolować – załamuje się i zaczyna rozczłonkowywać jej ciało.

## W kulturze
- Włoski pisarz horroru i science fiction Alessandro Manzetti napisał antologię opowiadań w języku angielskim zatytułowaną Massacre of the Mermaids (pol. Masakra syren) (Kipple Officina Libraria, 2015, ISBN 88-98953-23-2), której tytułowe opowiadanie jest mocno inspirowane akcją filmu.
- Zespół Tales of the Tomb nagrał utwór Mermaid in a Manhole (2019), odwołujący się do fabuły filmu[1].
- Utwór Mermaid in a Manhole (2015) nagrała też czeska grupa doom metalowa Black Heaven[2]. Jego tekst także jest oparty na akcji horroru.
- Włoski zespół Guineapig nagrał Mermaid in a Manhole (2022)[3]. Nazwa grupy nawiązuje do serii filmów, której częścią jest Syrena w kanale.
- Raper Rozz Dyliams nagrał Mermaid in a Manhole (2015); część utworu odwołuje się do filmowej syreny[4].
- Istnieje amerykański zespół noisecore o nazwie Mermaid in a Manhole.